# Кућа народног хероја Анке Матић-Грозде
Кућа народног хероја Анке Матић-Грозде је грађевина која је саграђена током Другог светског рата. С обзиром да представља значајну историјску грађевину, проглашена је непокретним културним добром Републике Србије. Налази се у Иригу, под заштитом је Завода за заштиту споменика културе Сремска Митровица.

## Историја
Анка Матић је рођена 9. августа 1918. у Иригу. Априла 1940. је постала члан Савеза комунистичке омладине Југославије, а септембра исте године и члан Савеза комуниста Југославије. У Народноослободилачки покрет Југославије је ступила првих дана радећи на организовању омладине и прикупљању оружја. У Подунавски партизански одред је отишла јуна 1942. године. Била је комесар чете у Другој војвођанској бригади. Последња борба коју је водила и у којој је погинула је била на прилазу Београду октобра 1944. године када је целу чету повела на јуриш против непријатељских тенкова где је била покошена непријатељским рафалом. Преминула је на путу за болницу. За народног хероја је проглашена октобра 1953. године. Њена родна кућа је приземна са високим партером и кровом простог типа, покривена бибер црепом. На уличној фасади се налазе четири дупла двокрилна прозора, кућа је у знатној мери сачувала некадашњи изглед. У централни регистар је уписана 27. децембра 1999. под бројем СК 1583, а у регистар Завода за заштиту споменика културе Сремска Митровица 6. децембра 1999. под бројем СК 146.